# Agino Selo (Bośnia i Hercegowina)
Agino Selo (cyr. Агино Село) – wieś w Bośni i Hercegowinie, w Republice Serbskiej, w mieście Banja Luka. W 2013 roku liczyła 429 mieszkańców.